# Antonow A-13
Die Antonow A-13 ist ein sowjetisches Segelflugzeug.

## Entwicklung
Die Maschine war speziell für den Kunstflug geschaffen worden und von der DOSAAF in großer Zahl in ihren Vereinen eingesetzt. Die Instrumentierung ermöglichte Wolkenflug. Der Erstflug fand am 5. Mai 1958 statt. Im gleichen Jahr wurde der Prototyp beim „Tag der Luftflotte“ am 20. Juli in Tuschino öffentlich präsentiert. Nach einigen Änderungen begann 1959 die Serienfertigung.
60 Antonow A-13 wurden mit einem kleinen Strahltriebwerk auf dem Rumpfrücken ausgerüstet. Das Triebwerk lieferte einen Schub von 56 kp. Dieser Typ wurde Antonow An-13 genannt und erreichte im Februar 1962 196 km/h.

## Aufbau
Der aus Metall gebaute Mitteldecker (selbsttragende Schalenbauweise) besaß als Besonderheit ein V-Leitwerk mit einem Öffnungswinkel von 90°. Dieses und ein Teil des Tragflügels waren Stoff bespannt, sonst bestand auch die Beplankung aus Metall. Das Fahrwerk besteht aus einem einziehbaren Hauptrad und einem Hecksporn. Unter dem Bug befindet sich zusätzlich eine Kufe. Als Landeklappen dienen Wölbungsklappen, darüber hinaus befinden sich Spoiler in den Tragflächen. An den Tragflächenenden befanden sich Scheuerleisten. Er entspricht, bis auf die kürzeren Tragflächen der Antonow A-11.

## Technische Daten

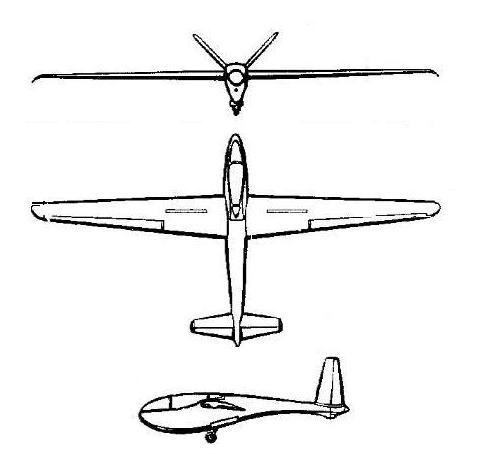
Dreiseitenriss

| Kenngröße             | Daten                                                                           |
| --------------------- | ------------------------------------------------------------------------------- |
| Baujahre              | 1959–19??                                                                       |
| Hersteller            | Antonow                                                                         |
| Konstrukteur(e):      | Oleg Antonow                                                                    |
| Besatzung             | 1                                                                               |
| Spannweite            | 12,10 m                                                                         |
| Länge                 | 6,00 m                                                                          |
| Höhe                  | 1,62 m                                                                          |
| Flügelfläche          | 10,44 m²                                                                        |
| Flügelstreckung       | 14,02                                                                           |
| Profil                | ZAGI P-32-15                                                                    |
| Leermasse             | 254 kg                                                                          |
| Rüstmasse             | 270 kg                                                                          |
| Nutzlast              | 90 kg                                                                           |
| Startmasse            | 360 kg                                                                          |
| Flächenbelastung      | 34,50 kg/m²                                                                     |
| Höchstgeschwindigkeit | 400 km/h (höchstzulässig) 190 km/h im Flugzeugschlepp 120 km/h im Windenschlepp |
| Gleitzahl             | 26 bei 112 km/h                                                                 |
| geringstes Sinken     | 1,14 m/s bei 97 km/h                                                            |